# Mons Meg

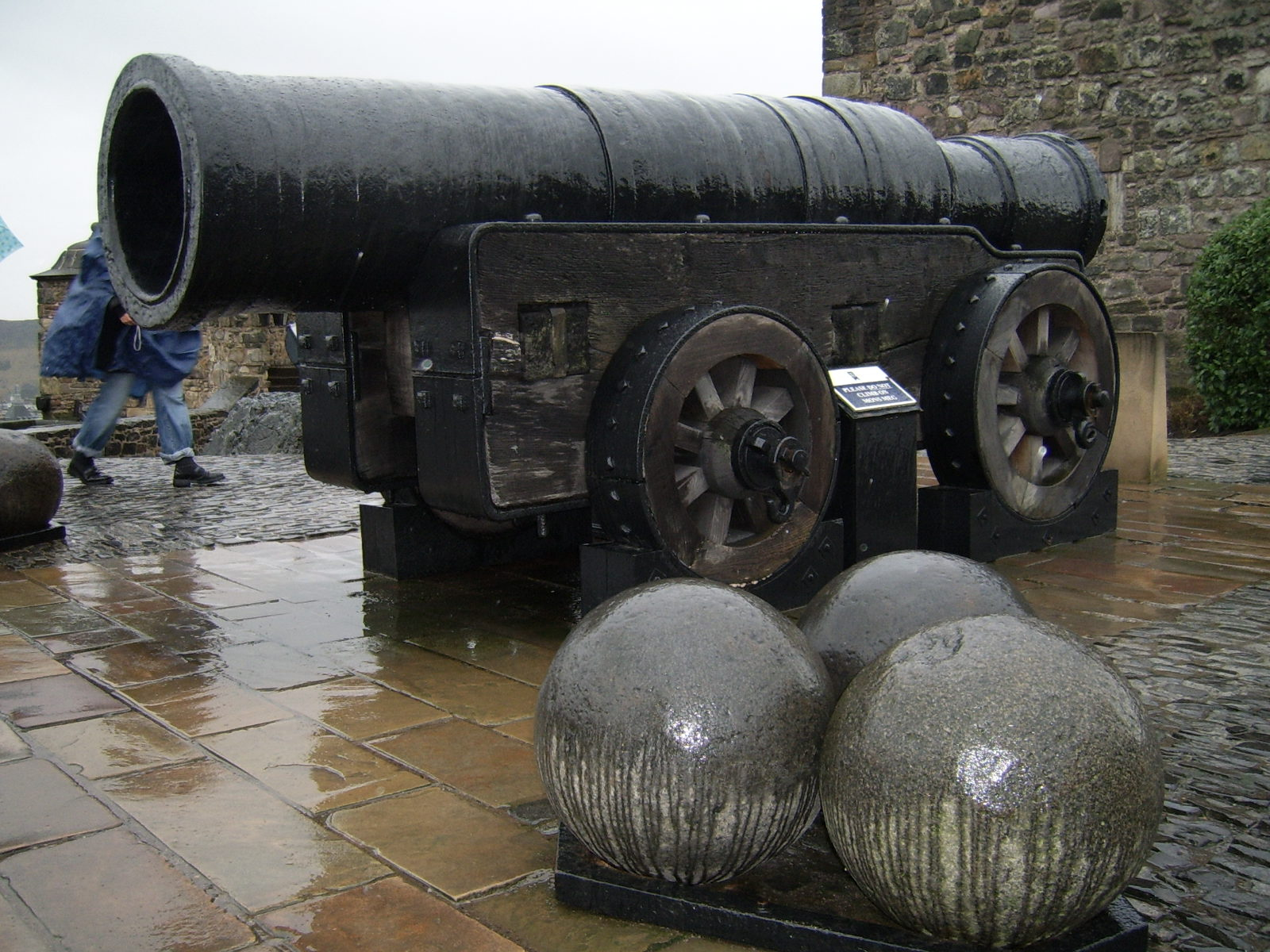
Mons Meg met stenen kanonskogels

Mons Meg is een Schots reuzengeschut uit de eerste helft van de vijftiende eeuw. Het geschut is van het type bombarde, dat als een houten vat samengesteld is uit ijzeren staven en hoepels.

## Geschiedenis
Dit kanon werd in juni 1449 met succes getest te Mons (Bergen) in het Graafschap Henegouwen (thans België). Het eerste zonder twijfel nawijsbaar oorlogsgebruik van het kanon vond plaats in 1489 bij de belegering van Dumbarton Castle. In 1558 werd een salutschot gelost ter ere van de trouwerij van Maria Stuart met de Dauphin van Frankrijk. Het laatste schot van Mons Meg viel in 1682 naar aanleiding van de geboortedag van de latere koning Jacobus II van Engeland, waarbij vermoedelijk ten gevolge van een te grote hoeveelheid kruit het kanon onherstelbaar beschadigd werd.
Het kanon kon bij een lading van 47,6 kg kruit en een schiethoek van 45° een ijzeren kogel 1287,5 meter en een stenen kogel 2621,6 meter ver weg schieten.
De Mons Meg is een van de in de vijftiende eeuw bij belegeringen gebruikte reuzenkanonnen. Naast de Mons Meg waren er de Pumhart von Steyr, de Dulle Griet van Gent, de Faule Mette von Braunschweig (bronzen kanon), de Faule Grete von Marienburg, de Grose Bochse en het Dardanellenkanon.

## Afmetingen
- Type: Smeedijzeren bombarde[2]
- Totale lengte: 406 cm
- Kamerlengte: 126 cm
- Gewicht: 6,6 ton
- Kogeldoorsnede: 50 cm
- Kogelgewicht: 175 kg

## Fotogalerij

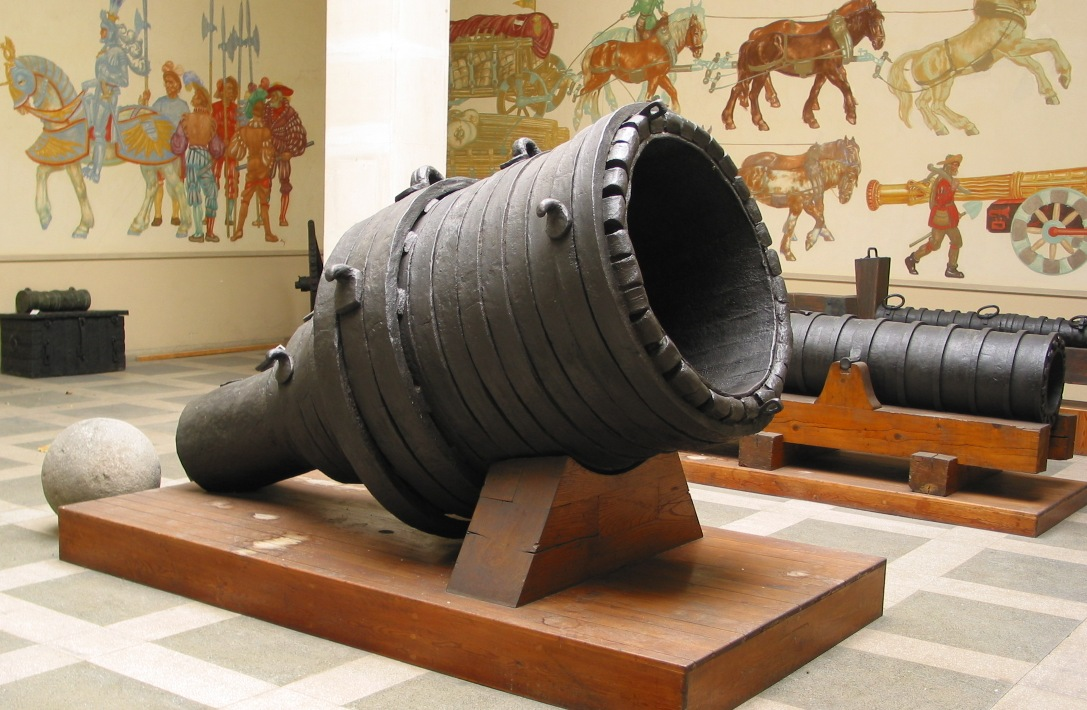
Pumhart von Steyr
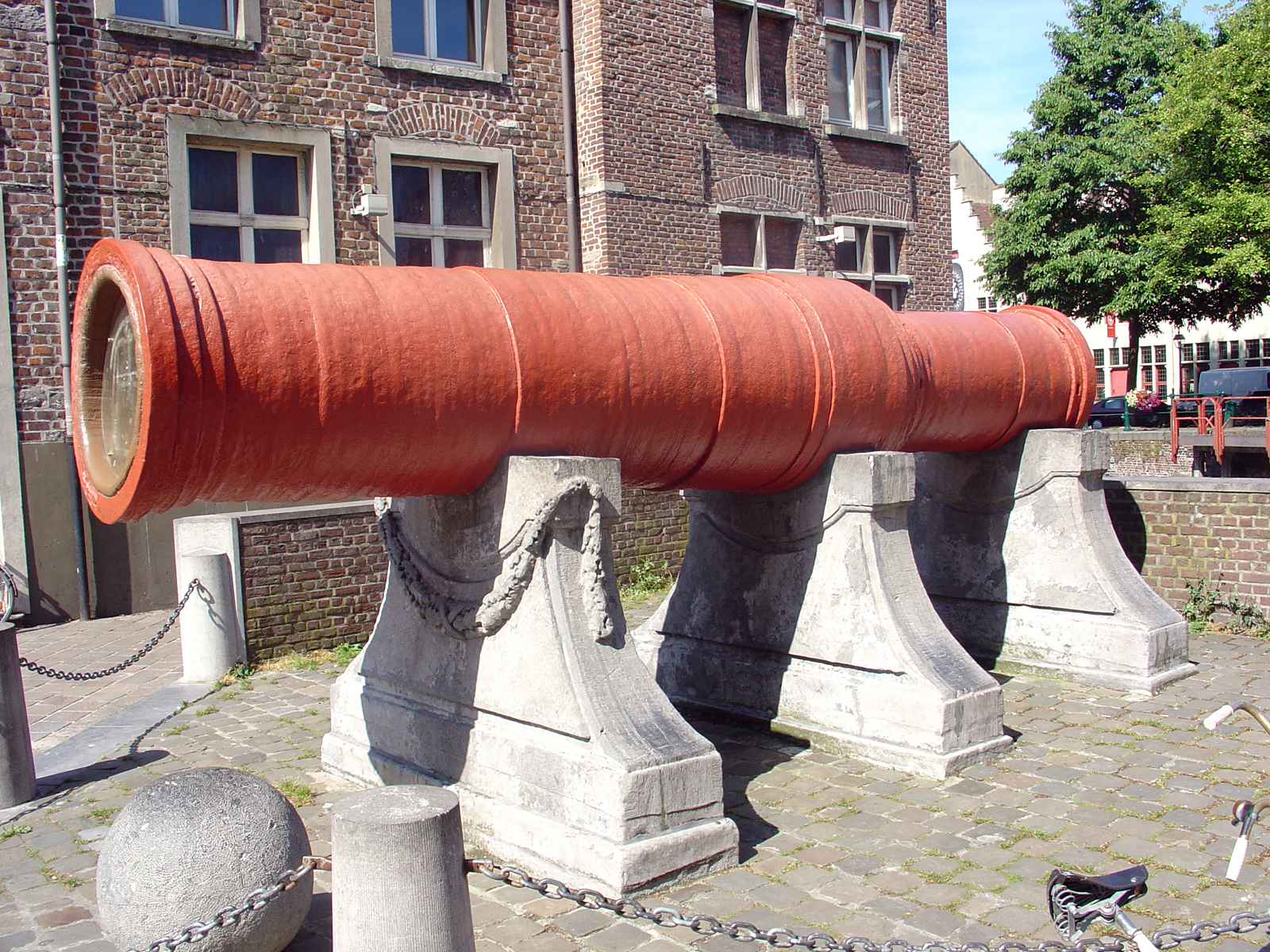
Dulle Griet van Gent
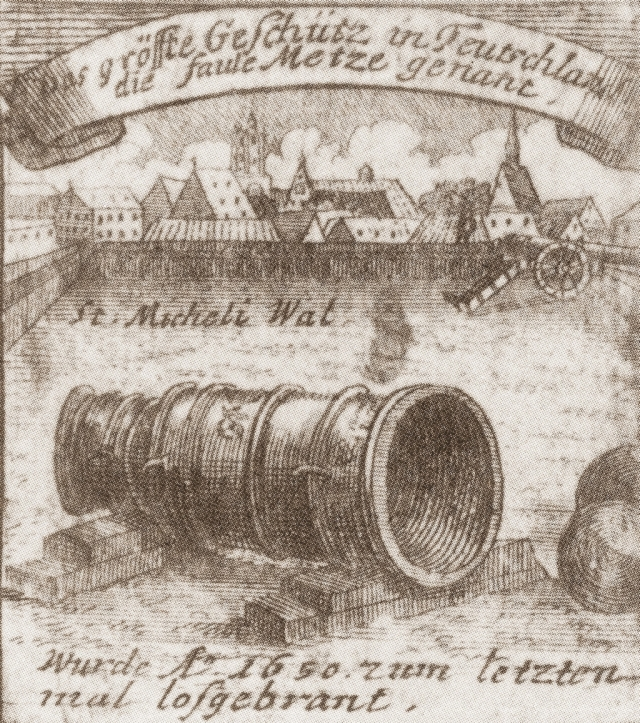
Faule Mette von Braunschweig